# William Hanna
William Denby “Bill” Hanna (Melrose, 14 de julho de 1910 — Los Angeles, 22 de março de 2001) foi um cartunista e animador norte-americano.
Alguns dos mais divertidos personagens que povoaram a infância de várias gerações, como Tom & Jerry, Os Flintstones, Zé Colmeia e Scooby-Doo, nasceram dos traços e da imaginação de William Hanna, que formou com Joseph Barbera uma das empresas pioneiras do mundo da animação (Hanna-Barbera).
Estudou engenharia, mas durante o período da grande depressão, foi trabalhar no departamento de desenho dos estúdios Harman-Ising. Em meados da década de 1930, assumiu a posição de diretor da unidade de animação de Metro-Goldwyn-Mayer, onde conheceu Joseph Barbera. Juntos, os dois criaram a série Tom e Jerry, um dos mais populares desenhos animados de todos os tempos, e iniciaram uma parceria que unia a grande habilidade de Barbera na prancheta com a facilidade para o humor de Hanna. Os dois também fizeram história na Metro ao criar cenas que misturavam desenho animado e atores nos clássicos Anchors Aweigh (1945, Marujos do amor) e Invitation to dance (1956, Convite à dança).
Quando a MGM fechou seu estúdio de animação, na década de 1950, William Hanna convenceu o parceiro a produzir para a televisão, criando uma forma mais simples e barata de animação adaptada para a tela pequena. Em 1957, foi criada a Hanna-Barbera e no mesmo ano foi lançado o desenho Jambo e Ruivão, o primeiro de uma longa série que marcou a história da televisão em todo o mundo. Entre seus desenhos de maior sucesso, incluem-se também Os Jetsons, A turma do Manda-Chuva, Dom Pixote, Ricochete e Blau-Blau e Pepe Legal. A dupla ganhou sete prêmios Emmy de televisão e sete Oscars com Tom e Jerry. 
Bill Hanna morreu em 22 de março de 2001 aos 90 anos dormindo, e depois de sua morte, a Hanna-Barbera se fundiu com a divisão de animação da Warner Bros, agora tendo a produtora existente apenas no nome, seu parceiro, Barbera passou a trabalhar para Warner Bros. Animation até sua morte em 18 de dezembro de 2006 aos 95 anos.